# Llista de palaus i cases senyorials de Letònia

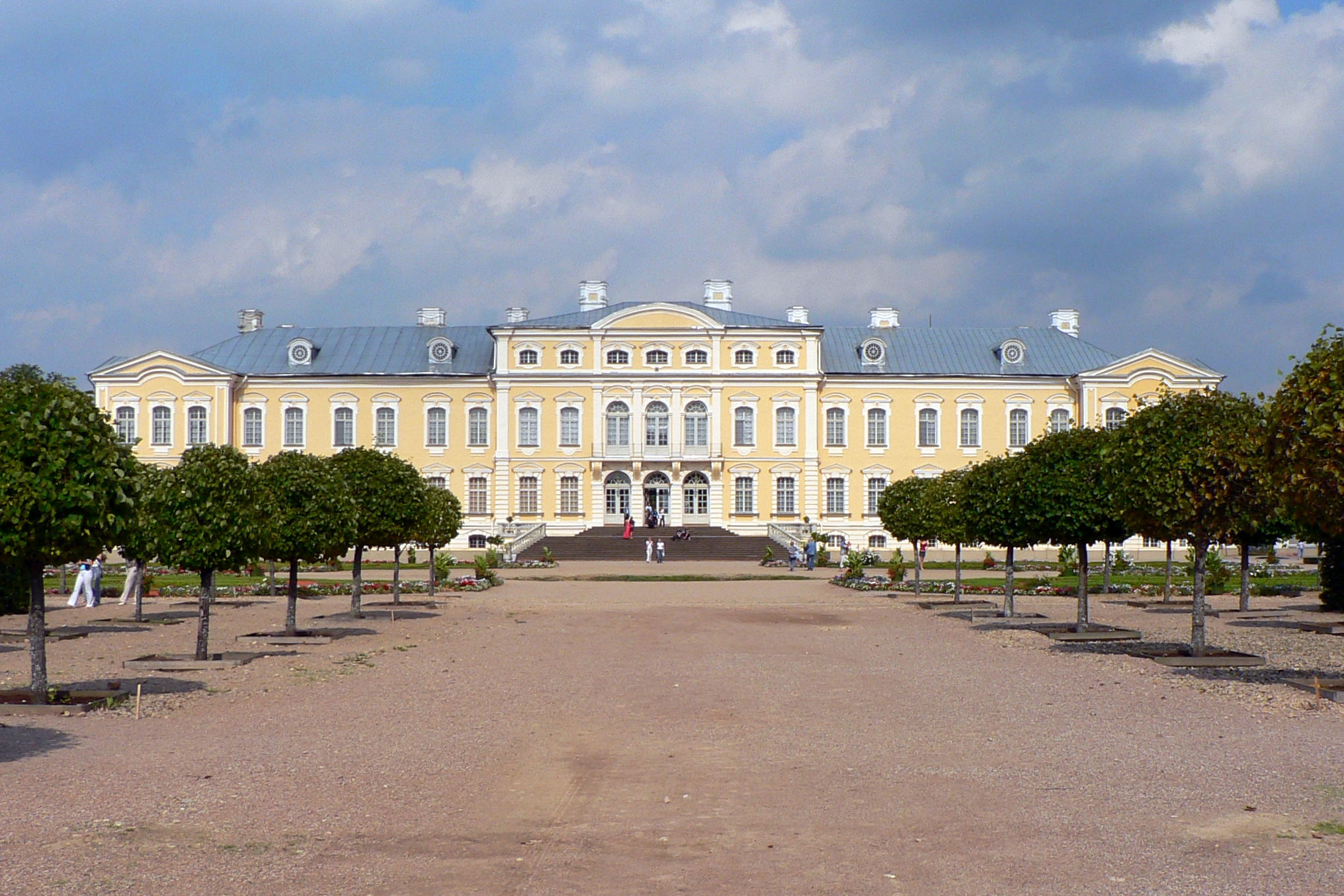
Palau de Rundale

Aquesta és la llista de palaus i cases senyorials de Letònia construïts després del segle xvi. Palaus i cases pairals que ara són part de la regió de Zemgale eren, aleshores, part de la regió de Selònia; i, per tant, apareixen com a tals. Aquesta llista no inclou castells. I, ja que hi ha més de 1.000 cases senyorials i palaus a Letònia, aquesta llista és incompleta.

## Curlàndia
| Nom                           | Població                 | Municipi              | Data                        | Refs  |
| ----------------------------- | ------------------------ | --------------------- | --------------------------- | ----- |
| - Casa Senyorial d'Apriķi     | Parròquia de Laža        | Municipi d'Aizpute    | Finalitzat el 1742          |       |
| - Casa Senyorial de Boja      | Parròquia de Kazdanga    | Municipi d'Aizpute    | 1860                        |       |
| - Palau de Cīrava             | Parròquia de Cīrava      | Municipi d'Aizpute    | 1752                        | [ 1 ] |
| - Casa Senyorial de Cēre      | Parròquia de Cēre        | Municipi de Kandava   | Reconstruït circa 1860      |       |
| - Casa Senyorial de Dzērve    | Parròquia de Cīrava      | Municipi d'Aizpute    | Principis segle XIX         |       |
| - Casa Senyorial de Dursupe   | Parròquia de Balgale     | Municipi de Talsi     | 1820                        | [ 2 ] |
| - Casa Senyorial d'Ezere      | Parròquia d'Ezere        | Municipi de Saldus    | 1750                        |       |
| - Palau Firck                 | Talsi                    | Municipi de Talsi     | 1883                        |       |
| - Casa Senyorial de Īvande    | Parròquia d'Īvande       | Municipi de Kuldīga   | Després de 1850             |       |
| - Casa Senyorial de Jaunauce  | Parròquia de Jaunauce    | Municipi de Saldus    | Principis del segle xix     |       |
| - Casa Senyorial de Jaunmuiža | Parròquia de Jaunlutriņi | Municipi de Saldus    | A prop del 1800             |       |
| - Casa Senyorial de Kabile    | Parròquia de Kabile      | Municipi de Kuldīga   | Entre el 1734 i el 1740     |       |
| - Casa Senyorial de Kalna     | Parròquia de Rudbārži    | Municipi de Skrunda   | Al voltant del 1855         | [ 3 ] |
| - Casa Senyorial de Kalnmuiža | Parròquia de Saldus      | Municipi de Saldus    | Finalitzat el 1874          | [ 3 ] |
| - Palau de Kazdanga           | Parròquia de Kazdanga    | Municipi d'Aizpute    | 1800                        | [ 4 ] |
| - Palau de Laidu              | Parròquia de Laidi       | Municipi de Kuldīga   | Principis del segle XIX     |       |
| - Casa Senyorial de Lamiņi    | Parròquia de Pūre        | Municipi de Tukums    | Entre 1855 i 1856           |       |
| - Casa Senyorial de Nogale    | Parròquia d'Ārlava       | Municipi de Talsi     | Al voltant de 1880          | [ 5 ] |
| - Casa Senyorial de Padure    | Parròquia de Padure      | Municipi de Kuldīga   | Principis de 1840           | [ 3 ] |
| - Casa Senyorial de Pastende  | Parròquia de Ģibuļi      | Municipi de Talsi     | Construït el 1700           |       |
| - Palau de Pelči              | Parròquia de Pelči       | Municipi de Kuldīga   | Construït entre 1903 i 1904 | [ 3 ] |
| - Palau de Popes              | Parròquia de Pope        | Municipi de Ventspils | Edifici original de 1653    |       |
| - Casa Senyorial de Reģi      | Reģi                     | Municipi d'Alsunga    | Construït el 1890           |       |
| - Palau de Rudbarži           | Parròquia de Rudbārži    | Municipi de Skrunda   | Construït el 1835           |       |
| - Casa Senyorial de Sasmaka   | Valdemārpils             | Municipi de Talsi     | Construït el 1886           | [ 3 ] |
| - Palau de Snēpele            | Parròquia de Snēpele     | Municipi de Kuldīga   | Segle XIX                   | [ 3 ] |
| - Casa Senyorial de Stende    | Parròquia de Lībagi      | Municipi de Talsi     | Entre el 1820 i el 1848     | [ 3 ] |
| - Casa Senyorial de Tiņģere   | Parròquia d'Īve          | Municipi de Talsi     | Construït el 1805           |       |
| - Casa Senyorial de Vaiņode   | Parròquia de Vaiņode     | Municipi de Vaiņode   | Construït el 1912           |       |
| - Casa Senyorial de Vandzene  | Parròquia de Vandzene    | Municipi de Talsi     | A partir del 1800           |       |
| - Casa Senyorial de Vārme     | Parròquia de Vārme       | Municipi de Kuldīga   | Segle XIX                   |       |
| - Palau de Vērgales           | Parròquia de Vērgale     | Municipi de Pāvilosta | Segle XVIII                 | [ 3 ] |
| - Casa Senyorial de Zaļā      | Parròquia de Kurmāle     | Municipi de Kuldīga   |                             |       |
| - Palau de Zentene            | Parròquia de Zentene     | Municipi de Tukums    | Entre el 1845 i el 1850     | [ 3 ] |

## Semigàlia
| Nom                              | Població                 | Municipi               | Data                          | Refs          |
| -------------------------------- | ------------------------ | ---------------------- | ----------------------------- | ------------- |
| - Casa Senyorial d'Aizupe        | Parròquia de Vāne        | Municipi de Kandava    | 1823                          | [ 3 ]         |
| - Casa Senyorial de Baldone      | Baldone                  | Municipi de Baldone    | 1901                          |               |
| - Casa Senyorial de Bēne         | Parròquia de Bēne        | Municipi d'Auce        | Final segle XVI               | [ 3 ]         |
| - Casa Senyorial de Biksti       | Parròquia de Biksti      | Municipi de Dobele     | Segle XIX                     | [ 3 ]         |
| - Casa Senyorial de Blankenfelde | Parròquia de Vilce       | Municipi de Jelgava    | 1743                          | [ 3 ]         |
| - Casa Senyorial de Bornsminde   | Parròquia de Rundāle     | Municipi de Rundāle    | 1763                          | [ 3 ]         |
| - Casa Senyorial de Bramberģe    | Parròquia de Glūda       | Municipi de Jelgava    | Segle XVII                    | [ 3 ]         |
| - Casa Senyorial de Brukna       | Parròquia de Dāviņi      | Municipi de Bauska     | Segle XVIII                   | [ 3 ]         |
| - Palau de Durbe                 | Parròquia de Tume        | Municipi de Tukums     | 1671                          | [ 6 ]         |
| - Casa Senyorial de Dzimtmisa    | Dzimtmisa                | Municipi de Iecava     | Segle XIX                     | [ 3 ]         |
| - Casa Senyorial de Jaunmokas    | Parròquia de Tume        | Municipi de Tukums     | Reconstruït el 1901           | [ 7 ]         |
| - Palau de Jelgava               | Jelgava                  | Municipi de Jelgava    | 1738-1772                     | [ 8 ]         |
| - Casa Senyorial de Kaucminde    | Parròquia de Rundāle     | Municipi de Rundāle    | Voltants del 1780             | [ 9 ]         |
| - Casa Senyorial de Lielauce     | Parròquia de Lielauce    | Municipi d'Auce        | Segle XIX                     | [ 3 ]         |
| - Casa Senyorial de Mencendarbe  | Baldone                  | Municipi de Baldone    | Després de 1786               | [ 3 ]         |
| - Palau de Mežotne               | Parròquia de Mežotne     | Municipi de Bauska     | 1798-1802                     | [ 10 ]        |
| - Casa Senyorial de Mežmuiža     | Parròquia d'Augstkalne   | Municipi de Tērvete    | Circa 1850                    | [ 3 ]         |
| - Casa Senyorial de Remte        | Parròquia de Remte       | Municipi de Brocēni    | 1800                          | [ 3 ]         |
| - Casa Senyorial de Reņģe        | Parròquia de Ruba        | Municipi de Saldus     | 1881-1882                     | [ 3 ]         |
| - Palau de Rundāle               | Parròquia de Rundāle     | Municipi de Rundāle    | Dècada de 1730                | [ 11 ]        |
| - Casa Senyorial de Skaistkalne  | Parròquia de Skaistkalne | Municipi de Vecumnieki | 1893-1894                     | [ 12 ]        |
| - Casa Senyorial de Svēte        | Parròquia de Svēte       | Municipi de Jelgava    | Voltants de 1730              | [ 3 ]         |
| - Casa Senyorial de Svitene      | Parròquia de Svitene     | Municipi de Rundāle    | A partir de la dècada de 1800 | [ 3 ]         |
| - Casa Senyorial de Šķēde        | Parròquia de Šķēde       | Municipi de Saldus     | 1761                          | [ 3 ]         |
| - Casa Senyorial de Vadakste     | Parròquia de Vadakste    | Municipi de Saldus     | Entre 1911 i 1914             | [ 3 ]         |
| - Casa Senyorial de Valdeķi      | Parròquia de Kandavas    | Municipi de Kandava    | 1882                          | [ 3 ]         |
| - Casa Senyorial de Vāne         | Parròquia de Vāne        | Municipi de Kandava    | 1870                          | [ 3 ]         |
| - Casa Senyorial de Vecauce      | Parròquia d'Auce         | Municipi d'Auce        | Entre 1839 i 1843             | [ 3 ]         |
| - Casa Senyorial de Zaļenieki    | Parròquia de Zaļenieki   | Municipi de Jelgava    | Entre 1768 i 1775             | [ 13 ] [ 14 ] |
| - Casa Senyorial de Zante        | Parròquia de Zante       | Municipi de Kandava    | Abans de 1850                 |               |
| - Casa Senyorial de Zasa         | Parròquia de Zasa        | Municipi de Jēkabpils  |                               |               |
| - Casa Senyorial de Zemīte       | Parròquia de Zemīte      | Municipi de Kandava    | Segle XIX                     | [ 3 ]         |

## Selònia
| Nom                            | Població                 | Municipi               | Data               | Refs         |
| ------------------------------ | ------------------------ | ---------------------- | ------------------ | ------------ |
| - Casa Senyorial d'Asare       | Parròquia d'Asare        | Municipi d'Aknīste     | 1749               | [ 3 ] [ 14 ] |
| - Casa Senyorial de Bebrene    | Parròquia de Bebrene     | Municipi d'Ilūkste     | 1896               | [ 15 ]       |
| - Casa Senyorial d'Ērberģe     | Parròquia de Mazzalve    | Municipi de Nereta     | Segle XVIII        | [ 3 ]        |
| - Casa Senyorial de Gārsene    | Parròquia de Gārsene     | Municipi d'Aknīste     | Al voltant de 1856 | [ 3 ]        |
| - Casa Senyorial de Ilga       | Parròquia de Skrudaliena | Municipi de Daugavpils | Segle XIX          | [ 16 ]       |
| - Casa Senyorial de Jaunsvente | Parròquia de Svente      | Municipi de Daugavpils | 1912               | [ 3 ]        |
| - Casa Senyorial de Lielmēmele | Parròquia de Mazzalve    | Municipi de Nereta     | Al voltant de 1850 | [ 17 ]       |
| - Casa Senyorial de Lielzalve  | Parròquia de Zalve       | Municipi de Nereta     | Segle XIX          | [ 3 ]        |
| - Casa Senyorial de Šēnheida   | Parròquia de Skrudaliena | Municipi de Daugavpils | 1870               | [ 3 ]        |
| - Casa Senyorial de Vecmēmele  | Parròquia de Mazzalve    | Municipi de Nereta     | Després de 1825    | [ 3 ]        |
| - Casa Senyorial de Vecsaliena | Parròquia de Vecsaliena  | Municipi de Daugavpils | 1870               | [ 18 ]       |

### Vidzeme
| Non                             | Població                  | Municipi                | Data                         | Refs                |
| ------------------------------- | ------------------------- | ----------------------- | ---------------------------- | ------------------- |
| - Casa Senyorial d'Aumeisteri   | Parròquia de Grundzāle    | Municipi de Smiltene    | 1793                         | [ 19 ]              |
| - Casa Senyorial de Beļava      | Parròquia de Beļava       | Municipi de Gulbene     | Al voltant de 1760           | [ 20 ]              |
| - Casa Senyorial de Biksēre     | Parròquia de Sarkaņi      | Municipi de Madona      |                              |                     |
| - Palau de Bīriņi               | Parròquia de Vidriži      | Municipi de Limbaži     | Entre el 1857 i el 1860      | [ 21 ]              |
| - Palau de Cesvaine             | Cesvaine                  | Municipi de Cesvaine    | 1896                         | [ 22 ] [ 23 ]       |
| - Casa Senyorial de Cirsti      | Parròquia d'Ineši         | Municipi de Vecpiebalga | 1886                         | [ 3 ] [ 24 ]        |
| - Casa Senyorial de Dikļi       | Parròquia de Dikļi        | Municipi de Kocēni      | 1896                         | [ 25 ]              |
| - Casa Senyorial de Dole        | Parròquia de Salaspils    | Municipi de Salaspils   | 1898                         | [ 14 ]              |
| - Casa Senyorial de Drabeši     | Parròquia de Drabeši      | Municipi d'Amata        |                              |                     |
| - Casa Senyorial de Dzelzava    | Parròquia de Dzelzava     | Municipi de Madona      | 1767                         | [ 20 ]              |
| - Casa Senyorial de Dzērbene    | Parròquia de Dzērbene     | Municipi de Vecpiebalga | Segle XVIII                  |                     |
| - Palau de Gaujiena             | Parròquia de Gaujiena     | Municipi d'Ape          |                              |                     |
| - Casa Senyorial de Igate       | Parròquia de Vidriži      | Municipi de Limbaži     | Al voltant de 1880           | [ 14 ]              |
| - Casa Senyorial de Jaungulbene | Parròquia de Jaungulbene  | Municipi de Gulbene     | 1878                         |                     |
| - Casa Senyorial de Jumurda     | Parròquia de Jumurda      | Municipi d'Ērgļi        |                              |                     |
| - Casa Senyorial de Katvari     | Parròquia de Katvari      | Municipi de Limbaži     |                              |                     |
| - Casa Senyorial de Kokmuiža    | Parròquia de Kocēni       | Municipi de Kocēni      |                              |                     |
| - Casa Senyorial de Liepa       | Parròquia de Liepa        | Municipi de Priekuļi    | Segle XIX                    |                     |
| - Casa Senyorial de Litene      | Parròquia de Litene       | Municipi de Gulbene     | Abans de 1850                |                     |
| - Casa Senyorial de Lizums      | Parròquia de Lizums       | Municipi de Gulbene     | Al voltant de 1850           | [ 14 ]              |
| - Casa Senyorial de Mālpils     | Mālpils                   | Municipi de Mālpils     | Reconstruït el 1750          | [ 26 ] [ 27 ]       |
| - Casa Senyorial de Mazsalaca   | Mazsalaca                 | Municipi de Mazsalaca   | Al voltant de 1780           | [ 3 ] [ 28 ]        |
| - Casa Senyorial de Mūrmuiža    | Parròquia de Kauguri      | Municipi de Beverīna    |                              |                     |
| - Casa Senyorial de Naukšēni    | Parròquia de Naukšēni     | Municipi de Naukšēni    | Fi del segle XVIII           | [ 29 ]              |
| - Casa Senyorial d'Odziena      | Parròquia de Vietalva     | Municipi de Pļaviņas    | Al voltant 1850              | [ 14 ]              |
| - Casa Senyorial d'Ozolmuiža    | Parròquia de Brīvzemnieki | Municipi d'Aloja        | Fi segle xviii               | [ 3 ] [ 30 ]        |
| - Casa Senyorial de Palsmane    | Parròquia de Palsmane     | Municipi de Smiltene    | 1880                         |                     |
| - Casa Senyorial de Puikule     | Parròquia de Brīvzemnieki | Municipi d'Aloja        | Al voltant de 1870           | [ 3 ] [ 31 ]        |
| - Casa Senyorial de Sērmūkši    | Parròquia de Skujene      | Municipi d'Amata        | Destruït per incendi el 1905 | [ 3 ] [ 32 ]        |
| - Palau de Stāmeriena           | Parròquia de Stāmeriena   | Municipi de Gulbene     | Entre 1835 i 1843            | [ 3 ] [ 33 ] [ 34 ] |
| - Casa Senyorial de Stukmaņi    | Parròquia de Klintaine    | Municipi de Pļaviņas    |                              |                     |
| - Casa Senyorial de Suntaži     | Parròquia de Suntaži      | Municipi d'Ogre         | Fi segle xviii               | [ 14 ]              |
| - Casa Senyorial de Taurupe     | Parròquia de Taurupe      | Municipi d'Ogre         | Al voltant de 1724           | [ 14 ]              |
| - Casa Senyorial de Trapene     | Parròquia de Trapene      | Municipi d'Ape          | Beginning of the 1800s       |                     |
| - Casa Senyorial de Ungurmuiža  | Parròquia de Raiskums     | Municipi de Pārgauja    | 1732                         | [ 20 ]              |
| - Casa Senyorial de Vecbebri    | Parròquia de Bebri        | Municipi de Koknese     |                              |                     |
| - Casa Senyorial de Vecgulbene  | Gulbene                   | Municipi de Gulbene     | 1763                         | [ 35 ]              |
| - Casa Senyorial de Veselava    | Parròquia de Veselava     | Municipi de Priekuļi    | Segle XIX                    |                     |
| - Casa Senyorial de Vestiena    | Parròquia de Vestiena     | Municipi de Madona      | Al voltant de 1750           |                     |
| - Casa Senyorial de Ziemeri     | Parròquia de Ziemeri      | Municipi d'Alūksne      |                              |                     |
| - Casa Senyorial de Zvārtava    | Parròquia de Gaujiena     | Municipi d'Ape          |                              |                     |

## Latgàlia
| Nom                             | Població              | Municipiy             | Data                    | Refs         |
| ------------------------------- | --------------------- | --------------------- | ----------------------- | ------------ |
| - Casa Senyorial d'Adamova      | Parròquia de Vērēmi   | Municipi de Rēzekne   | 1851                    | [ 3 ] [ 36 ] |
| - Casa Senyorial d'Arendole     | Parròquia de Rožkalni | Municipi de Vārkava   |                         |              |
| - Casa Senyorial d'Eversmuiža   | Parròquia de Cibla    | Municipi de Cibla     |                         |              |
| - Casa Senyorial de Felicianova | Parròquia de Kalnieši | Municipi de Krāslava  | Al voltant de 1900      |              |
| - Casa Senyorial de Jasmuiža    | Parròquia d'Aizkalne  | Municipi de Preiļi    | Entre el 1883 i el 1891 | [ 3 ] [ 37 ] |
| - Casa Senyorial de Juzefinova  | Parròquia de Pelēči   | Municipi de Preiļi    | Entre el 1860 i el 1863 | [ 38 ]       |
| - Casa Senyorial de Kameņeca    | Parròquia d'Aglona    | Municipi d'Aglona     |                         |              |
| - Palau Nou de Krāslava         | Krāslava              | Municipi de Krāslava  | 1791                    |              |
| - Palau Vell de Krāslava        | Krāslava              | Municipi de Krāslava  | 1759                    | [ 39 ]       |
| - Casa Senyorial de Lūznava     | Parròquia de Lūznava  | Municipi de Rēzekne   | Entre 1905 i 1911       |              |
| - Casa Senyorial de Malnava     | Parròquia de Malnava  | Municipi de Kārsava   | Segle XIX               | [ 3 ] [ 40 ] |
| - Casa Senyorial de Pasiene     | Parròquia de Pasiene  | Municipi de Zilupe    | Segle XVII              | [ 14 ]       |
| - Palau de Preiļi               | Preiļi                | Municipi de Preiļi    | Segle XIX               | [ 41 ]       |
| - Casa Senyorial de Rikava      | Parròquia de Rikava   | Municipi de Rēzekne   | 1870                    | [ 3 ] [ 42 ] |
| - Casa Senyorial de Salnava     | Parròquia de Salnava  | Municipi de Kārsava   | 1785                    | [ 3 ] [ 43 ] |
| - Palau de Varakļāni            | Varakļāni             | Municipi de Varakļāni | Entre el 1783 i el 1789 | [ 14 ]       |
| - Casa Senyorial de Vārkava     | Parròquia de Upmale   | Municipi de Vārkava   | Segle XIX               | [ 3 ] [ 44 ] |
| - Casa Senyorial de Vecborne    | Parròquia de Kaplava  | Municipi de Krāslava  |                         |              |